# Илиана Балийска
Илиана Стоянова Балийска е българска актриса, телевизионна водеща, продуцентка и авторка на конкурса „Мини Мис и Мини Мистър – Малки Големи Таланти“.

## Биография и творчество

### Ранни години
Родена е на 23 октомври 1957 година в София-срещу ВИТИЗ и Сатиричния театър. Като ученичка играе в драмсъстава на Пионерския дворец (днес Дворец на децата). В пети клас е водеща на детско предаване за наука и техника по единствената тогава телевизия и получава първите си хонорари. Завършва актьорско майсторство за куклен театър във ВИТИЗ в класа на проф. д-р Елена Владова през 1981 г. като отличничка със златен медал (часовник).

### Кариера
От 1981 до 1983 г. играе в Куклен театър – Толбухин (Добрич), а от 1984 до 1987 г. в Драматичен театър в Михайловград (Монтана).
По-значимите ѝ роли в театъра са Херарда в „Изобретателната влюбена“ на Лопе де Вега, Жената в „Животът-това са две жени“ на Стефан Цанев, Пиа в „Островът на козите“, Пък в „Сън в лятна нощ“ на Уилям Шекспир, танцьорка в "Старите играчки", партизанка в „Я, колко макове“ и др.
От 1987 г. е „актриса на собствено разположение“.

### Личен живот
Илиана Балийска е омъжена. Има син – Велин Балийски-Лино – също телевизионер, и дъщеря Цвета Балийска, която е актриса. Илиана Балийска има трима внуци.